# Jurandir (Fußballspieler, 1940)
Jurandir de Freitas, kurz Jurandir (* 12. November 1940 in Marília, São Paulo; † 6. März 1996 in São Paulo) war ein brasilianischer Fußballspieler. Er spielte als Abwehrspieler. Sein größter Erfolg war der Gewinn der Fußball-Weltmeisterschaft 1962.

## Nationalmannschaft
1962 wurde er mit Brasilien Weltmeister, wurde allerdings nicht eingesetzt. Sechs Jahre später bestritt er zwei Länderspiele, jeweils gegen Deutschland.
1996 starb er mit 55 Jahren in São Paulo.